# 孝宣王皇后
王皇后，或稱邛成太后，王氏，名失考（早於前85年—前16年9月22日），中國西漢時期皇族女性。邛成共侯王奉光之女。為汉宣帝第三任皇后。

## 生平
王氏的先祖在漢高祖時因功受封關內侯，其父王奉光承襲爵位。汉宣帝登基前與王奉光因鬥雞而相識，結為好友。王氏每次订婚後，未婚夫都在成婚前病死。之後宣帝选王氏入宫为婕妤，但無寵無子。本始三年（前71年），漢宣帝嫡后許平君被毒殺。地节四年（前66年），宣帝繼后霍成君被废。
宣帝为让皇太子劉奭有所依靠，因於元康二年（前64年）冊立無子的王婕妤为皇后，封王皇后的父亲王奉光为邛成侯。王婕妤即使成为皇后，亦不得寵於宣帝，宣帝也很少召見王皇后。王皇后与其说是宣帝的妻子，更近似於皇太子劉奭的养母。王皇后曾在宣帝授意下为劉奭选宫女侍奉，其中之一即后来的王政君。
劉奭继位後，尊王皇后為皇太后，太后兄王舜為安平侯。漢成帝刘骜继位後，王皇太后晉为太皇太后，其弟王駿為關內侯，世称“邛成太后”，以和皇太后王政君区别。永始元年（前16年），七十歲餘的王太皇太后過世，與漢宣帝合葬於杜陵，稱東園。

## 延伸阅读
[在维基数据编辑]
 《漢書·卷097上》，出自班固《漢書》
 《漢書/卷097下》，出自班固《漢書》

| 前任： 霍成君 | 漢朝皇后 前64年—前49年 | 繼任： 王政君 |